# Centropogon chiltasonensis
Centropogon chiltasonensis är en klockväxtart som beskrevs av Jeppesen. Centropogon chiltasonensis ingår i släktet Centropogon och familjen klockväxter. Inga underarter finns listade i Catalogue of Life.